# Harley Jessup
Harley Jessup (Corvallis, 1954) é um especialista em efeitos visuais estadunidense. Venceu o Oscar de melhores efeitos visuais na edição de 1988 por Innerspace, ao lado de Dennis Muren, William George e Kenneth F. Smith.